# Erwin Klüglein
Erwin Klüglein (* 29. Mai 1936 in Bayreuth; † 22. November 2020) war ein deutscher Jurist. Er war von Mai 1993 bis Juli 1999 Richter am Bundessozialgericht.

## Leben und Wirken
Klüglein trat nach Abschluss seiner juristischen Ausbildung 1970 in den Justizdienst des Freistaates Bayern ein und war dort als Richter in der Sozialgerichtsbarkeit tätig. Mit der Ernennung zum Richter am Bundessozialgericht 1993 wies ihn das Präsidium zunächst den für die Aufgaben der Knappschaftsversicherung und der Unfallversicherung für den Bergbau sowie den Rechtsgebieten Kindergeld und Konkursausfallgeld zuständigen 8. und 10. Senat zu. Ab 1995 war Klüglein im 2. Senat mit den Angelegenheiten der Unfallversicherung befasst.